# Elmar Schallert

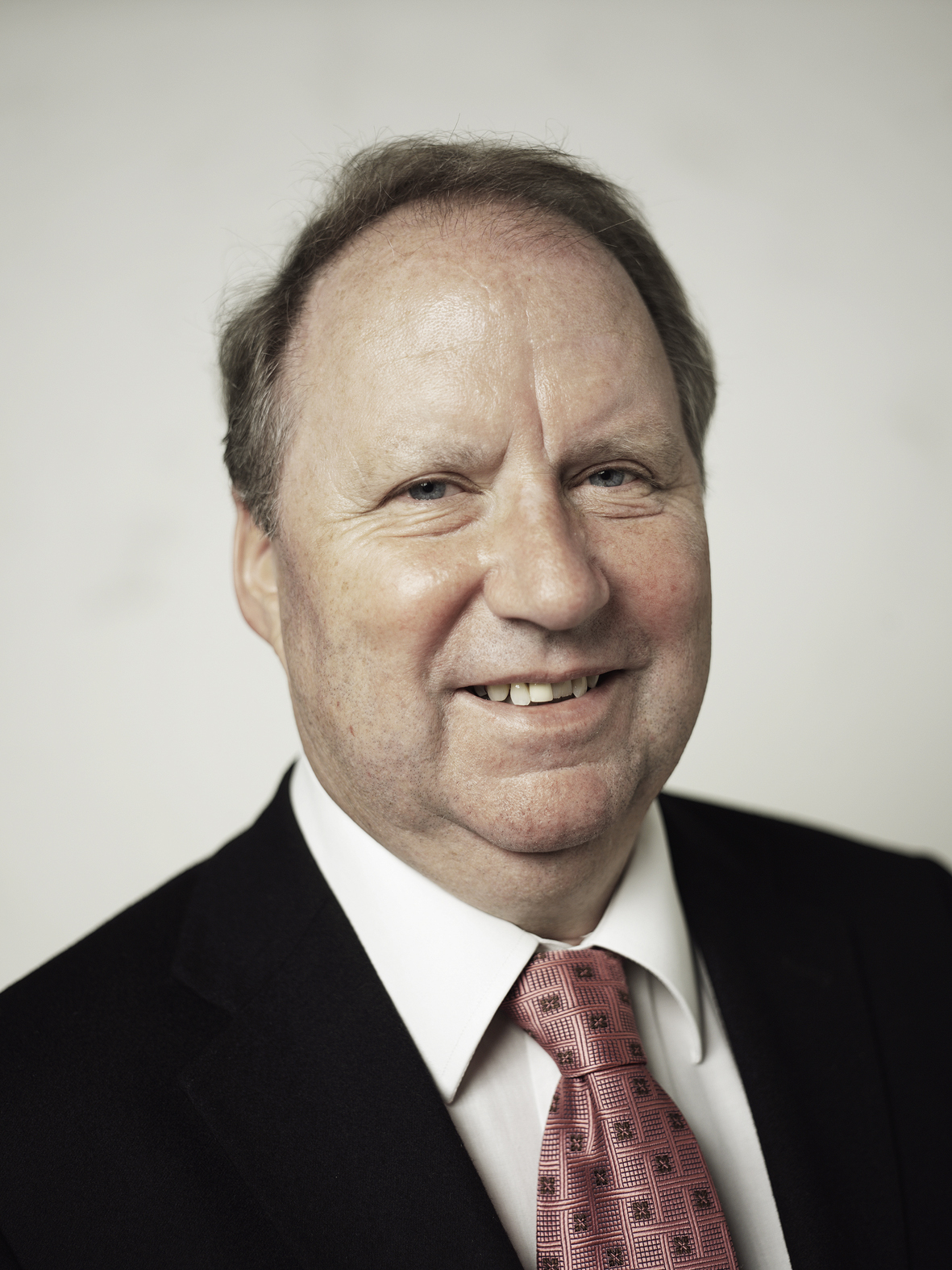
Elmar Schallert (2010)

Elmar Schallert (* 13. Jänner 1944 in Innsbruck; † 16. Juni 2024 in Nenzing) war ein österreichischer Politiker (ÖVP) und Archivar. Er war von 2004 bis 2014 Abgeordneter zum Vorarlberger Landtag. 

## Leben
Schallert war bis 2009 als Diözesanarchivar der Diözese Feldkirch tätig und lebte in Nenzing.
Schallert war verheiratet und Vater dreier Söhne.

## Politik
Seit 1990 war er in der Gemeindepolitik von Nenzing aktiv. Er vertrat die ÖVP seit dem 20. Oktober 2004 im Landtag und war innerhalb des ÖVP-Landtagsklubs Bereichssprecher für Senioren. Schallert kandidierte bei der Landtagswahl 2009 auf Platz 20 der ÖVP-Landesliste und konnte somit abermals in den Vorarlberger Landtag als Abgeordneter einziehen. Im Vorfeld der Landtagswahl 2014 kündigte Schallert an, nicht mehr für den Landtag zu kandidieren und schied aus diesem daher am 15. Oktober 2014 aus.

## Auszeichnungen
- 2005 wurde Elmar Schallert in den Ritterorden vom Heiligen Grab zu Jerusalem investiert.

## Publikationen
- Stadt Bludenz herausgegeben aus Anlaß der 700-Jahr-Feier. Bludenz 1974.
- Führer durch das Museum der Stadt Bludenz. Museum der Stadt Bludenz, 3. erweiterte Auflage, Bludenz 1989, 18 Seiten.
- Jagdgeschichte von Nenzing. Rheticus-Gesellschaft, Feldkirch 1992, ISBN 978-3-900866-23-5.
- Gruss aus Alt-Bludenz. Mit Brandnertal und Montafon. Land und Leute auf alten Ansichtskarten. Bildband, Teutsch, Bregenz 1992, ISBN 978-3-900252-12-0.
- Der heilige Bischof Gebhard. Brückenbauer im Bodenseeraum. Vorarlberger Verlagsanstalt, Dornbirn 1995, ISBN 3-85430-229-0.
- mit Andreas Rudigier: 111 Heilige in Vorarlberg. Rheticus-Gesellschaft, Feldkirch 1998, ISBN 978-3-900866-61-7.
- Geschichte des Bistums Feldkirch. Feldkirch 1999, ISBN 2-87718-927-9.
- Gasthäuser und Bürgerkultur im alten Nenzing. Rheticus-Gesellschaft, Feldkirch 2005, ISBN 978-3-900866-89-1.
- Die Kirchen der Stadt Bludenz. Kirchenführer, Verlag St. Peter, Salzburg 2005, 32 Seiten.
- Die Kirchen von Nüziders. Pfarrkirche zum hl. Viktor. Rheticus-Gesellschaft, Feldkirch 2011, 23 Seiten.